# Trato espinocerebelar anterior
O trato espinocerebelar anterior transmite informações proprioceptivas inconscientes do corpo para o cerebelo. Ele faz parte do sistema somatossensorial e corre em paralelo com o trato espinocerebelar posterior.
Este trato envolve dois neurônios e realiza um cruzamento duplo (na medula espinhal e no mesencéfalo), terminando no mesmo lado do corpo.